# Daisuke Imai
Daisuke Imai (今井 大介 Imai Daisuke?) es un cantante, músico y productor japonés de música J-Pop mezclada con elementos urbanos como el R&B y el Hip-Hop. Imai es originario de la ciudad de Tokio en Japón.
Al visitar Estados Unidos a la edad de 20 años, Daisuke Imai conoce el estilo musical urbano, y comienza a tomar clases de música en Musician Institute en Hollywood. En 1999 con el apoyo del productor de Los Angeles Joey Carbone lanza su primer sencillo "Can't Let This Love", una balada que más tarde fue reeditada en Japón.
Tras lanzar algunos trabajos más bajo su propio nombre, en la actualidad Daisuke Imai principalmente se dedica a crear música para otros artistas.

## Discografía

### Singles
1. Can't Let This Love (22/11/2000)
2. Love Thang (21/02/2001)
3. Give it a try (22/08/2001)
4. I do (Daisuke Imai & Miho Karasawa) (24/04/2002)

### Álbumes
1. Story of My Heart (04/04/2001)
2. Color me you (26/06/2002)

## Artistas con quienes ha trabajado
- BoA
- Mika Nakashima
- Kumi Koda
- Namie Amuro
- SOUL'd OUT
- HIBARI
- CHEMISTRY
- Tasty Jam
- Heartsdales
- MIC BANDITZ